# クロアチア海軍艦艇一覧
クロアチア海軍艦艇一覧は、クロアチア共和国海軍が過去保有した、または現在保有する、または将来保有する予定の、未完成・計画中止を含めた歴代艦艇一覧である。

## 現有勢力（2024年現在）
- 国防予算：12億7,000万ドル[1]
- 海軍人員：1,467名[1]
- 艦船隻数：14隻（排水量20t以上）[1]

ミサイル艇×5
哨戒艇×1
揚陸艇×5
掃海艇×1
測量艇×2
- コースト・ガード：船艇8隻[1]